# Irving Jaffee
Irving Warren Jaffee (ur. 15 września 1906 w Nowym Jorku, zm. 20 marca 1981 w San Diego) – amerykański łyżwiarz szybki, dwukrotny złoty medalista olimpijski.

## Kariera
Urodził się w Nowym Jorku, jako dziecko żydowskich imigrantów z Imperium Rosyjskiego. Dorastał na Bronksie. Z powodu swego pochodzenia pierwotnie nie znalazł się w reprezentacji USA na igrzyska olimpijskie w Sankt Moritz w 1928 roku. Do składu dołączony w ostatniej chwili i w swym najlepszym występie na tych igrzyskach - biegu na 5000 m zajął czwarte miejsce. W walce o medal lepszy okazał się Norweg Bernt Evensen. Na tych samych igrzyskach był też siódmy w biegu na 1500 m i jedenasty na 500 m. Ostatnia konkurencja, biegu na 10 000 m nie została ukończona, ponieważ w trakcie zawodów lód zaczął topnieć, a kolejni zawodnicy nie mieli szans uzyskać porównywalnych rezultatów. W chwili przerwania zawodów Jaffee prowadził, wobec czego organizatorzy ogłosili go mistrzem olimpijskim, jednak decyzją ISU wyniki biegu zostały anulowane. Na rozgrywanych cztery lata później igrzyskach w Lake Placid wystartował w biegach na 5000 i 10 000 m i w obu przypadkach zdobył złote medale. Nigdy nie wystąpił na mistrzostwach świata.
W 1935 roku brał udział w drugiej edycji Olimpiady Machabejskiej.
Po zakończeniu kariery pracował między innymi jako trener.